# Ole Schröder (Fußballspieler)
Ole Schröder (* 2. Januar 1985 in Rostock) ist ein ehemaliger deutscher Fußballspieler auf der Position eines Mittelfeldspielers.

## Karriere
Kurz nach dem Beitritt der ehemaligen DDR zur Bundesrepublik Deutschland siedelte Schröder mit seinen Eltern von Rostock nach Karlsruhe über. Dort begann er beim Karlsruher SV mit dem Fußballspielen, bis er in der B-Jugend zum Karlsruher SC wechselte.
Ole Schröder wechselte 2004 in den Seniorenbereich, wo er mit der zweiten Mannschaft des KSC die Oberliga-Meisterschaft 2004/05 feierte und in die Regionalliga Süd aufstieg. In den Jahren darauf war er meist Stammspieler der Regionalligaelf und später auch Kapitän. Als Markus Schupp, der Cheftrainer der ersten Mannschaft, Ende Oktober 2010 entlassen wurde und der Trainer der zweiten Mannschaft Markus Kauczinski als Interimstrainer den Posten übernahm, gab Schröder sein Profidebüt gegen den VfL Osnabrück. Insgesamt kam er in der Saison 2010/11 auf sechs Einsätze in der Zweitligamannschaft. Im Sommer 2012 wechselte er zum SV Spielberg, im Sommer 2017 beendete er sine aktive Fußballkarriere.
Als Mitglied der Auswahlmannschaft des Karlsruher Instituts für Technologie wurde Schröder im Jahr 2010 Fußballweltmeister der Studenten.
Seit 2012 arbeitet Ole Schröder als wissenschaftlicher Mitarbeiter im Bereich Verkehrswesen am Karlsruher Institut für Technologie.